# 柔毛红豆
柔毛红豆（学名：Ormosia pubescens），为豆科红豆属下的一个植物种。